# 保罗·韦基
保罗·韦基（義大利語：Paolo Vecchi，1959年2月19日—），意大利前男子排球运动员。他曾代表意大利国家队参加1984年夏季奥林匹克运动会排球比赛，结果收获一枚铜牌。